# Esbjörn Reuterholm

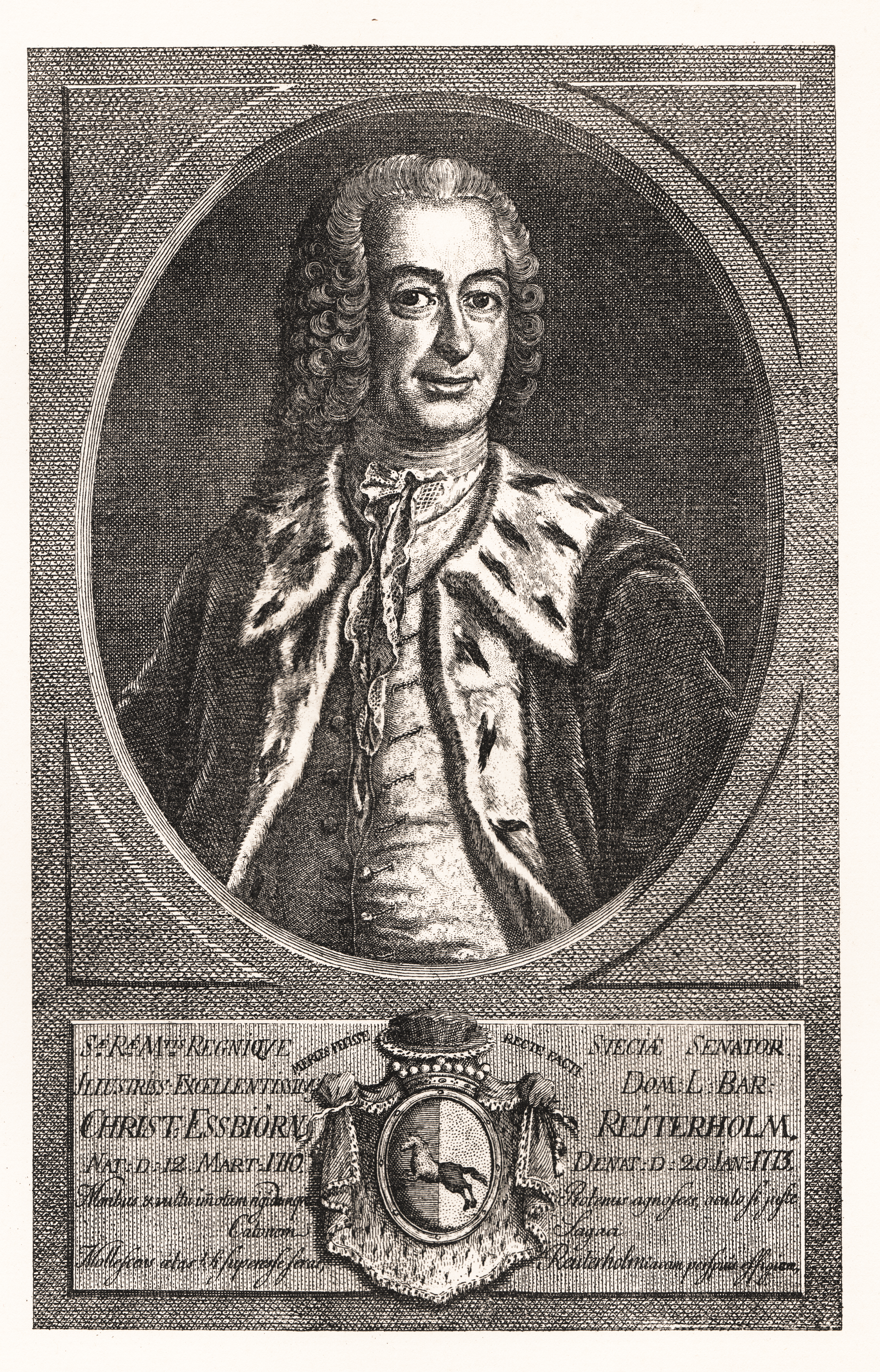
Esbjörn Reuterholm. Kopparstick.

Esbjörn Christian Reuterholm, född 12 mars 1710 i Stockholm, död 20 januari 1773 på Svidja i Sjundeå socken i Finland, var en svensk friherre och riksråd. Han var son till Nils Reuterholm, gift med Maria Gyllenstierna och far till Gustaf Adolf Reuterholm. 

## Tidiga år
Reuterholm blev 1728 extra ordinarie kanslist vid Generalförrådskassakontoret i Krigskollegium samt 1729 i Justitierevisionen, men ägnade sig därefter inte längre åt tjänstemannabanan med undantag av att han en kortare tid vikarierade som lagman i Skåne samt biträdde sin far i skötseln av landshövdingesysslan i Stora Kopparbergs län. Däremot tjänstgjorde han vid hovet, från 1739 som hovjunkare och från 1744 som kammarherre samt fick vid sitt avsked hovmarskalks titel.
Reuterholm var en originell personlighet. Han var arbetsam, pedantisk, orädd, viljestark och rättrådig, såvida han inte förblindades av partifanatism. Han verkar ha lämnat tjänstemannabanan för att ägna sig åt jordbruk först på Tunbyholm i Skåne och efter 1753 på Svidja slott, där han i sju år levde avskild från omvärlden. Vid sidan av jordbruket upptog litterära sysselsättningar hans tid. Han var en energisk skribent, även om hans stil var omständlig och tung. Sina från fadern ärvda handskriftssamlingar utökade han med omfattande egna, som han omsorgsfullt registrerade, men som 1758 gick förlorade genom brand; längre fram skrev han en mängd uppsatser i politiska frågor.

## Politisk karriär
Först vid 1760 års riksdag började Reuterholm ägna sig åt politik och framträdde då som en energisk mössa. Hattarnas äventyrliga krig, slöseri med statsmedel och korruption fick i honom en skoningslös domare. Han förespråkade frihetstidens byråkratiska statsskick, fastän med strikta krav på ämbetsverken. Sedan han i början av 1765 års riksdag väckt uppmärksamhet genom sin granskning av Sveriges riksbank, inkallades han vid hattarnas fall 11 september 1765 i Riksrådet.
Där sågs han dock som alltför självständig och gick inte i partidisciplinens ledband. Så motsatte han sig mössornas aversion mot prästen Anders Carl Rutström och fick därför en skarp tillrättavisning av prästerna och bönderna i Stora deputationens lagutskott. Vid ett par tillfällen tog han kungens parti, när rådets pluralitet inskränkte kungens rätt. Hans många klagomål på ämbetsverken torde även ha oroat mössorna. En viktig faktor här var Reuterholms rättskänsla men ibland blev han en rättshaverist. Särskilt tydligt blev detta 1768 i striden med Kammarkollegium, som i Cronackerska målet enligt Reuterholm hade inkräktat på adelsprivilegierna. Han ville att Kammarkollegium skulle lagföras i en instans, där han själv var bisittare och andra mössanhängare ledamöter. Detta torde i väsentlig mån ha bidragit till mösspartiets fall.
Reuterholm motsatte sig Adolf Fredriks yrkande i februari 1768 om en urtima riksdag för att avhjälpa den kris som förorsakats av mössornas finanspolitik. Då kungen i december samma år avsade sig regeringsmakten av taktiska skäl, ville Reuterholm att rådet ändå skulle regera med hjälp av namnstämpeln. Vid riksdagen i Norrköping 1769 fick hattarna majoritet och Reuterholm ställdes inför rätta för sitt agerande i den Cronackerska saken och i riksdagsfrågan. Tillsammans med hela Riksrådet blev han också avsatt. Då mössorna i början av Gustav III:s regering återfick makten, inkallades han ånyo, i oktober 1771, i rådet men avsattes 1772 genom Gustav III:s statskupp. Av Jacob Magnus Sprengtporten blev Reuterholm lockad ombord på Michael Anckarsvärds jakt och fördes till Sveaborg. Enligt Sprengtporten behandlades han väl där men enligt sonen Gustaf Adolf Reuterholm ledde fångenskapen till sjukdom som orsakade hans död 1773.
Den välkända partiskriften Upplysning för svenska folket om anledningen, orsaken och afsigterna med urtima riksdagen 1769 har tillskrivits Reuterholm.